# 데얀 로브렌
데얀 로브렌(크로아티아어: Dejan Lovren, 크로아티아어 발음: [dějan lǒʋren], 1989년 7월 5일~)은 크로아티아의 축구 선수로 포지션은 센터백이다. 현재 그리스 수페르리가 엘라다의 PAOK에서 뛰고 있으며 크로아티아 축구 국가대표팀의 일원으로 활동하기도 했다.

## 국가대표 경력
2023년 2월 23일 자신의 트위터, 인스타그램을 통해 크로아티아 축구 국가대표팀 은퇴를 선언했다.

## 수상 경력

### 국가대표팀
크로아티아
- FIFA 월드컵 준우승: 2018[2], 3위: 2022

## 개인사
로브렌이 3살일 때 보스니아 전쟁이 발발하자 로브렌의 가족은 독일 뮌헨으로 피난했고, 이 때문에 로브렌은 7년 동안 독일에서 살았다. 그 덕에 로브렌은 독일어를 완벽하게 할 수 있다고 한다. 그가 10살이 되던 1999년에 자그레브로 돌아왔다.
동생 다보르 로브렌도 축구선수로 활동 중이다.